# 辛敬
辛敬，字好礼，元朝河南大梁人。
辛敬官至龙兴路判官兼水军千户。与襄阳杨士弘、江西万石、江南周湞、郑大同等，以诗闻名，名声相埒。為“江西十才子”之一。“江西十才子”为辛敬与李叔正、旷逵、万石、周湞、杨士弘、彭镛、刘楚、王佑八人，另一人说法不一，有郑大同、刘永之、王沂、胡棣诸说。